# Catedral de São Nicolau (Kiev)
A Catedral de São Nicolau (em ucraniano: Костел Св. Миколая) foi a segunda catedral católica romana construída em Kiev, a capital da Ucrânia. Hoje o edifício é compartilhado entre a Igreja Católica Romana da Ucrânia e a Casa Nacional de Órgão e Música de Câmara. Outra igreja católica, a Catedral de São Alexandre, é a mais antiga igreja católica da cidade e está localizada perto da Praça Europeia atrás da Casa Ucraniana em Kiev.
Foi construída entre 1899 e 1909 em estilo gótico, pelos arquitetos kievanos V. Gorodetsky e E. Sala. Historicamente, pertencia à Igreja Católica de Rito Latino. Está na vulytsia Velyka Vasylkivska (Rua Grande Vasylkiv) em Raion de Pechersk ao lado da Universidade Lingüística Nacional de Kiev entre o Estádio Olímpico de Kiev e a estação ferroviária Kyiv-Tovarny.

## História
Um concurso foi realizado em 1898 para os projetos de uma Catedral Católica Romana em Kiev, que foi ganho pelo arquiteto S. Volovskiy. Sua entrada na competição incluiu uma construção do tipo gótico com duas torres de 60 metros. A revisão final e a gestão do projeto foram atribuídas ao arquiteto Kyivan Vladislav Gorodetsky, e Emilio Sala acrescentou decorações esculturais em pedra artificial para a construção. Para aumentar a estabilidade da construção no solo desigual de Kiev, a catedral foi assegurada por pilhas de furo e recheadas, uma invenção recém-introduzida de Anton Strauss. Os trabalhos de construção foram realizados exclusivamente por doações voluntárias e duraram dez anos (entre 1899 e 1909).

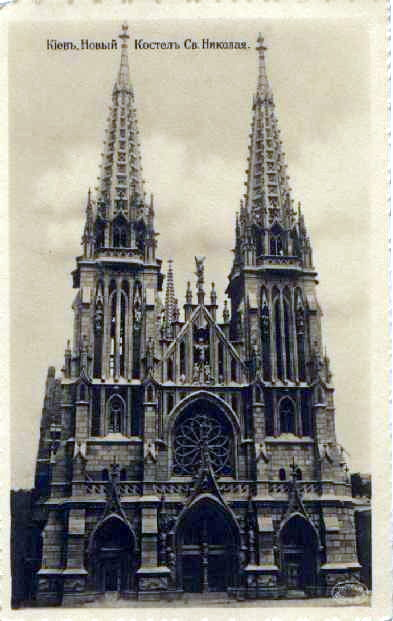
Cartão postal da Catedral.

Em 1909, a catedral foi consagrada em nome de São Nicolau, no entanto a construção ainda não estava concluída. Uma casa de três andares de estilo gótico foi construída para o clero da paróquia à esquerda da catedral. Em 1938, as autoridades soviéticas fecharam a catedral depois que seu padre católico esteve "ausente" por dois anos devido à perseguição soviética de cristãos. Por algum tempo após o seu encerramento, o edifício foi utilizado pelos órgãos punitivos para fins técnicos e, em algum momento, serviu como edifício de serviço da KGB. Após a sua restauração entre 1979 e 1980, encomendado pela Rada de Ministros da República Socialista Soviética da Ucrânia, pelos arquitetos O. Grauzhis e I. Tukalevskiy, a igreja foi transformada na Casa Nacional de Órgão e Música de Câmara da Ucrânia (em ucraniano: Національний будинок Органної та камерної музики України). Para a reconstrução e restauração da igreja severamente danificada, os vitrais do edifício foram fabricados nos Bálticos, os seus móveis foram criados em Lviv e os pisos de madeira de alta qualidade foram produzidos no Oblast de Ivano-Frankivsk. A empresa, Rieger-Kloss, então localizada na Checoslováquia (Região dos Sudetas), fabricou um órgão para a catedral. Seu fabricante tentou arquitetonicamente embutir o órgão no próprio edifício.
Desde 1992, são realizadas missas católicas e concertos. O bispo Jan Purvinski consagrou a catedral e uma missa foi celebrada ali em 4 de janeiro de 1992. Atualmente, pertence ao Departamento Municipal de Cultura de Kiev, mas a Igreja Católica Romana espera que seja devolvida à comunidade católica local do rito latino. O município de Kiev se recusa a entregar o edifício até que a questão da transferência da Música de Câmara e Órgão seja resolvida. Desde 2009 o edifício está em condições de emergência.
Os serviços religiosos são realizados por sacerdotes dos Missionários Oblatos de Maria Imaculada. A maioria dos serviços são realizados na língua ucraniana, enquanto em alguns dias os serviços são realizados em polonês, latim e em espanhol.